# This Type of Thinking Could Do Us In
This Type of Thinking Could Do Us In, ett musikalbum av Chevelle, släppt den 21 september 2004.

## Låtar på albumet
1. "The Clincher"
2. "Get Some"
3. "Vitamin R (Leading Us Along)"
4. "Still Running"
5. "Breach Birth"
6. "Panic Prone"
7. "Another Know It All"
8. "Tug-o-War"
9. "To Return"
10. "Emotional Drought"
11. "Bend The Bracket"